# Сумино (Ленинградская область)
Сумино́ (фин. Sumina) — посёлок в Клопицком сельском поселении Волосовского района Ленинградской области.

## История
Упоминается как пустошь Sumnouo Öhde в Озерецком погосте в шведских «Писцовых книгах Ижорской земли» 1618—1623 годов.
На карте Ингерманландии А. И. Бергенгейма, составленной по материалам 1676 года, она обозначена как деревня Sumina.
Как деревня Суминца она упоминается на «Географическом чертеже Ижорской земли» Адриана Шонбека 1705 года. Пётр I пожаловал имение прадеду генерала Н. Н. Леонтьева, стольнику Осипу Романовичу Леонтьеву.
На карте Санкт-Петербургской губернии Я. Ф. Шмидта 1770 года обозначена как деревня Суминская.
Согласно 6-й ревизии 1811 года мыза и деревня Сумино принадлежали тайному советнику Н. В. Леонтьеву.
Деревня Сумино из 24 дворов, упоминается на «Топографической карте окрестностей Санкт-Петербурга» Ф. Ф. Шуберта 1831 года, при ней же обозначены: скотный двор, рига и усадьба Сумино помещицы Леонтьевой.

СУМИНО И ГОРОЕ — мыза и деревня принадлежат генерал-майорше Леонтьевой, число жителей по ревизии: 78 м. п., 77 ж. п. (1838 год)

По разрешению Синода, полученному в 1819 году, здесь был выстроен небольшой деревянный храм.
Согласно карте Ф. Ф. Шуберта в 1844 году деревня Сумино насчитывала 24 крестьянских двора.
В пояснительном тексте к этнографической карте Санкт-Петербургской губернии П. И. Кёппена 1849 года она записана как деревня Sumina (Сумино, Суминова) и указано количество её жителей на 1848 год: савакотов — 6 м. п., 8 ж. п., всего 14 человек, русских — 75 человек».

СУМИНО — деревня госпожи Леонтьевой, по просёлочной дороге, число дворов — 4, число душ — 16 м. п. (1856 год)

Согласно 10-й ревизии 1856 года мыза и деревня Сумино принадлежали помещице Марии Павловне Леонтьевой.
Согласно «Топографической карте частей Санкт-Петербургской и Выборгской губерний» в 1860 году деревня Сумино насчитывала 14 дворов.

СУМИНО — деревня и мыза владельческие при пруде, по Самрянской дороге по левую сторону, в 57 верстах от Петергофа, число дворов — 18, число жителей: 54 м. п., 57 ж. п.; 
 Церковь православная (домовая). (1862 год)

В 1876 году временнообязанные крестьяне деревни выкупили свои земельные наделы у В. Н. Леонтьева и стали собственниками земли.
- План деревни Сумино. 1885 год

В 1885 году в деревне было 19 дворов. После смерти Владимира Николаевича Леонтьева (1812—?) его дочь Мария Владимировна продала имение гвардии капитану Петру Павловичу Герингу, который построил здесь кирпичный завод.
Согласно материалам по статистике народного хозяйства Петергофского уезда 1887 года мыза Сумино площадью 991 десятина принадлежала наследникам действительного статского советника В. Н. Леонтьева, она была приобретена до 1868 года.
В конце XIX века деревня административно относилась к Губаницкой волости 1-го стана Петергофского уезда Санкт-Петербургской губернии, в начале XX века — 2-го стана.
По данным «Памятной книжки Санкт-Петербургской губернии» за 1905 год мыза Сумино площадью 980 десятин принадлежала жене лейтенанта Марии Петровне Колокольцевой.
К 1913 году количество дворов увеличилось до 20.
В 1918 году был основан совхоз «Сумино».
С 1917 по 1922 год деревня Сумино входила в состав Лагоновского сельсовета Губаницкой волости Петергофского уезда.
С 1922 года в составе Волосовского сельсовета.
С 1923 года в составе Троцкого уезда.
С 1926 года в составе Череповицкого сельсовета. Согласно данным переписи населения СССР 1926 года в деревне Сумино проживали 113 человек, большинство русские, а также финны.
С февраля 1927 года в составе Венгиссаровской волости. С августа 1927 года в составе Волосовского района.
С 1928 года в составе Волосовского сельсовета.
- План деревни Сумино. 1930 год

Согласно топографической карте 1930 года деревня насчитывала 20 дворов, в её центре находилась часовня, в деревне был организован колхоз.
По данным 1933 года деревня Сумино входила в состав Волосовского сельсовета Волосовского района.
Деревня была освобождена от немецко-фашистских оккупантов 27 января 1944 года.
С 1963 года в составе Кингисеппского района.
С 1965 года вновь в составе Волосовского района. В 1965 году население деревни Сумино составляло 348 человек.
По данным 1966 года деревня Сумино также находилась в составе Волосовского сельсовета.
По данным 1973 и 1990 годов в состав Губаницкого сельсовета входил посёлок Сумино. В посёлке располагалась центральная усадьба совхоза «Сумино»<.
В 1997 году в посёлке проживал 1791 человек, в 2002 году — 1578 человек (русские — 91 %), в 2007 году — 1516.
В мае 2019 года Губаницкое и Сельцовское сельские поселения вошли в состав Клопицкого сельского поселения.

## География
Посёлок находится в центральной части района на стыке автодорог 41К-354 (Сумино — Красные Череповицы — Соколовка) и 41К-367 (подъезд к пос. Сумино).
Расстояние до административного центра поселения — 3 км.
Расстояние до ближайшей железнодорожной станции Волосово — 7 км.

## Демография
| 1862 | 2002  | 2007  | 2010  | 2017  |
| ---- | ----- | ----- | ----- | ----- |
| 111  | ↗1578 | ↘1516 | ↘1330 | ↗1564 |

### Национальный состав
Согласно данным Всероссийской переписи населения 2021 года в посёлке проживали 1416 человек, из них:
 русские — 1338, армяне — 9, татары — 9, таджики — 7, азербайджанцы — 6, украинцы — 6, туркмены — 5, белорусы — 4, киргизы — 4, турки — 3, финны — 2, латыши — 1, молдаване — 1, осетины — 1, узбеки — 1, чуваши — 1, эстонцы — 1 человек, остальные национальность не указали.

## Производство
- Отделение семеноводческого агропромышленного объединения «Сяглицы»
- Цех российско-итальянского проекта по производству сыров под брендом «Сорренто»[39]

## Достопримечательности
- Древнерусский курганно-жальничный могильник[40]
- Два гранитных льва у здания правления ЗАО «Сумино», сохранившихся от бывшей усадьбы

## Улицы
Дачная, Новая Садовая, Парковая, Садовая, Спортивная.